# Jakub Salinger
Jakub Artur Salinger (ur. 7 sierpnia 1805, Warszawa, zm. 1881 tamże) – kupiec warszawski, sybirak.

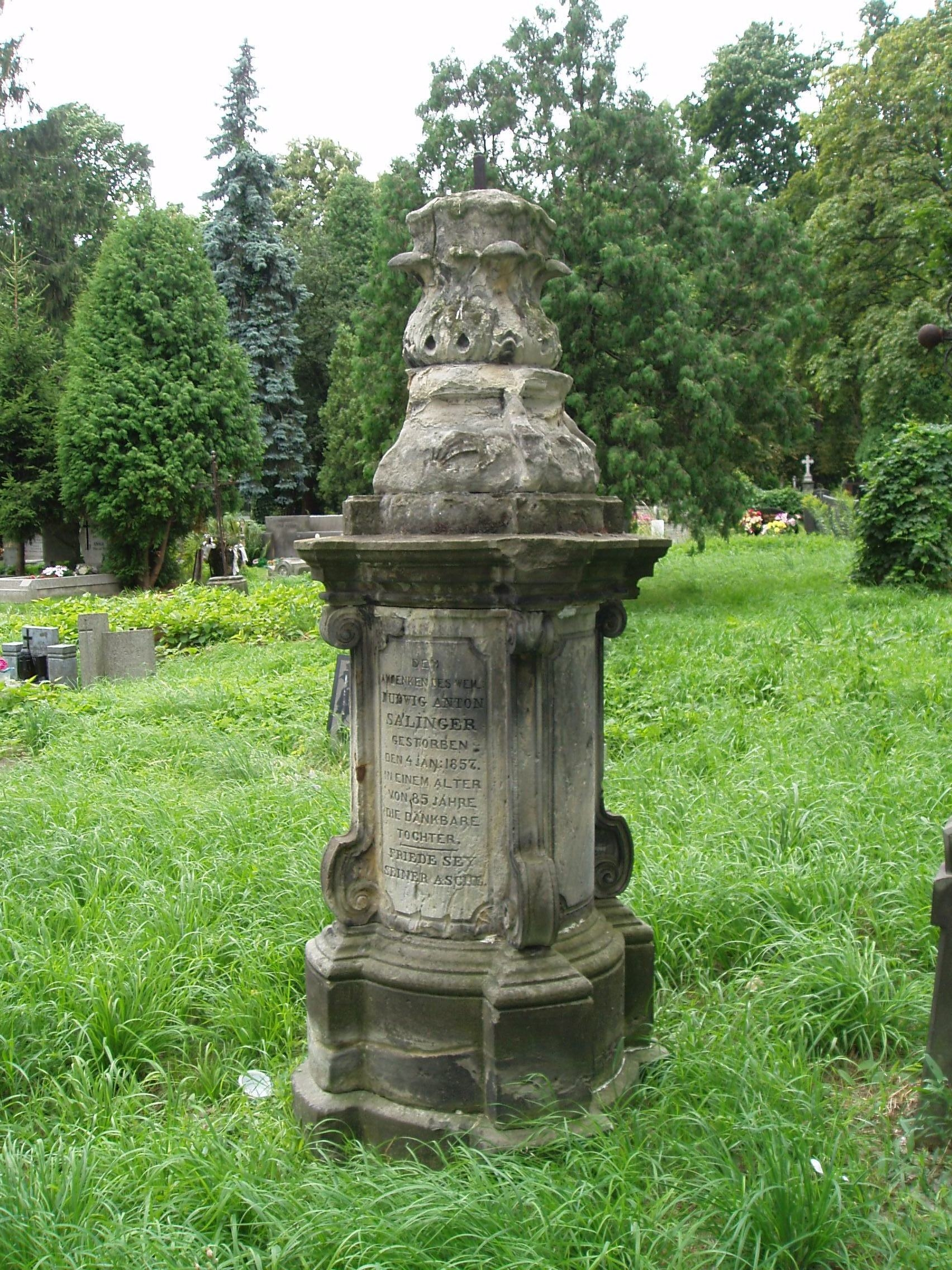
Nagrobek Salingerów na cmentarzu ewangelickim w Warszawie

Był trzecim pokoleniem żydowskich imigrantów z Niemiec. Jego dziad Paweł przybył z Hamburga w połowie XVIII wieku. Był synem Ludwika i Fryderyki z domu Flatau. W 1831 przyjął chrzest w religii ewangelicko-augsburskiej. Jakub uczęszczał do Liceum Warszawskiego, w którym należał do grona bliższych przyjaciół Fryderyka Chopina. Po ukończeniu Liceum nie podjął studiów uniwersyteckich, lecz zajął się prowadzeniem rodzinnej hurtowni wyrobów żelaznych. Poślubił Katarzynę Barbarę Saltzmann (1824-1876), córkę powroźnika gdańskiego. Miał z nią dziewięcioro dzieci.
Rodzina Jakuba mieszkała przy ul. Krakowskie Przedmieście 385, w kamienicy Maurycego Bluma i należała do ewangelicko-augsburskiej parafii Świętej Trójcy przy placu Małachowskiego. Jego sklep z poszukiwanymi norymberskimi wyrobami metalowymi znajdował się przy ul. Grzybowskiej 373/378 i był jednym z trzynastu sklepów tej branży w Warszawie. 
Po wybuchu powstania styczniowego Salinger zajął się wysyłką broni i innego wyposażenia do oddziałów powstańczych. Odkryła to policja carska: we wrześniu 1863 roku Salinger został aresztowany i osadzony w osławionym X Pawilonie Cytadeli. W październiku 1863 sąd wojskowy skazał go na zesłanie w głąb Rosji. Podróź na zesłanie w Krasnoufimsku trwała od 22 listopada 1863 do czerwca 1864. Do Petersburga zesłańcy, transportowani koleją, dotarli 7 grudnia 1863. Przewieziono ich stamtąd do Moskwy, gdzie dotarli w styczniu 1864 i po raz pierwszy od chwili aresztowania - a więc po pięciu miesiącach - mogli wziąć kąpiel. Salinger nakreślił przejmujący obraz stosunków panujących w więzieniu w Moskwie: w więzieniu moskiewskim powietrze było bardzo niezdrowe, robactwo nie dało spocząć. Codziennie był przydpływ i odpływ więźniów, ciągły gwar i krzyk [...], częste kradzieże, długie apele ranne i wieczorne, codziennie pod konwojem wolno było wychodzić na pół godziny na podwórze więzienne. W salach na noc były rozstawione kible, czyniąc powietrze trudnym do oddychania.
Z Moskwy przewieziono zesłańców do Niżnego Nowogrodu. W kwietniu 1864 przewieziono ich przez Wołgę i dalej parowcami do Kazania. W czerwcu transport, pędzony piechotą (sam Salinger podróżował kibitką), z noclegami w więzieniach etapowych przydrożnych miasteczek, dotarł do Permu, następnie do Kunguru i pod koniec miesiąca do Krasnoufimska, gdzie na policji Salingerowi oświadczono, że jest wolny i może swobodnie poruszać się po miasteczku i okolicy. Zamieszkał więc w Krasnoufimsku, gdzie wiódł nudne i zamknięte w gronie polskich zesłańców życie, wciąż w nadziei, że odzyska wolność. 
Nie wiadomo kiedy wrócił do Warszawy, musiało to jednak nastąpić przed rokiem 1881. Także najstarszy syn, Jan Franciszek (1843–1914), jak ojciec powstaniec styczniowy, przebywał na zesłaniu w Rosji, w rotach aresztanckich w Orenburgu, skąd powrócił w roku 1866 i podjął pracę przy kolei..
Grób rodzinny Salingerów znajduje się na cmentarzu ewangelickim w Warszawie (Al. 55 nr 29).